# Feliks Dzikielewski
Feliks Dzikielewski ps. Oliw, Oliwa, Rudolf, Takster, vel Feliks Olawski (ur. 19 listopada 1906 w Osowie zm. 9 maja 1986 w Warszawie) – podpułkownik łączności Wojska Polskiego, Polskich Sił Zbrojnych Armii Krajowej, uczestnik Powstania Warszawskiego, cichociemny, żołnierz wyklęty, kierownik łączności I zarządu WiN. Znajomość języków: angielski. Zwykły Znak Spadochronowy nr 0094.

## Życiorys
Urodził się 19 listopada 1906 w Osowie, w rodzinie Andrzeja, rolnika, i Franciszki z Chmielewskich.Od 1914 uczył się w prywatnej szkole, od 1922 w Państwowym Seminarium Nauczycielskim Męskim im. G. Piramowicza w Suwałkach. W 1926 zdał egzamin dojrzałości, od 1 października 1926 słuchacz Szkoły Podchorążych Piechoty w Komorowie -Ostrowi Mazowieckiej. Po jej ukończeniu 14 lipca 1927, na praktyce w 41 Suwalskim Pułku Piechoty im. Marszałka Józefa Piłsudskiego. Od  31 października 1927 do 9 października 1930 słuchacz Szkoły Podchorążych Inżynierii w Warszawie. Po jej ukończeniu, 15 sierpnia 1929 awansowany na stopień podporucznika w korpusie oficerów łączności. 
Od 10 października 1930 przydzielony jako instruktor kompanii 3 Batalionu Telegraficznego j 29 Dywizji Piechoty w Grodnie w Grodnie. Awansowany na stopień porucznika ze starszeństwem od 1 stycznia 1933. Od 14 kwietnia do 31 maja 1934  także szef łączności 29 DP. Awansowany na stopień kapitana ze starszeństwem od 15 marca 1938. Od 1 kwietnia 1938 przydzielony do 76 Lidzkiego Pułku Piechoty. Od 28 października 1938 dowódca łączności  pułku KOP „Wilejka”.
W kampanii wrześniowej 1939 jako oficer łączności 207 Pułku Piechoty rezerwowej 35 Dywizji Piechoty. Uczestniczył w walkach Samodzielnej Grupy Operacyjnej „Narew”, od 12 września w obronie Lwowa.18 września 1939 wraz z innymi oficerami przekroczył granicę polsko-węgierską, internowany. 20 listopada 1939 uciekł, przez Jugosławię oraz Włochy dotarł do Francji. 5 grudnia 1939 wstąpił do Polskich Sił Zbrojnych, przydzielony jako dowódca kompanii w Centrum Wyszkolenia Łączności w Wersalu. Po upadku Francji, od 26 czerwca 1940 w Wielkiej Brytanii, wstąpił do Polskich Sił Zbrojnych pod dowództwem brytyjskim, ponownie przydzielony jako dowódca kompanii w Centrum Wyszkolenia Łączności, następnie jako dowódca 3 kompanii łączności 3 Brygady Kadrowej Strzelców.
Zgłosił się do służby w Kraju. Przeszkolony ze specjalnością w łączności na kursach specjalnych dla kandydatów na cichociemnych, m.in. dywersyjno – strzeleckim (STS 25, Inverlochy), podstaw wywiadu (STS 31, Bealieu), spadochronowym (STS 51, Ringway), walki konspiracyjnej, odprawowym (STS 43, Audley End), i in. Zaprzysiężony na rotę ZWZ/AK 5 października 1942 w Audley End. 
Skoczył ze spadochronem do okupowanej Polski w nocy w nocy 16/17 lutego 1943 w sezonie operacyjnym „Intonacja”, w operacji lotniczej „Vice”, po starcie z lotniska RAF Tempsford, z samolotu Halifax DT-727 „K” (138 Dywizjon RAF), na placówkę odbiorczą „Lilia” 707 (kryptonim polski, brytyjskie oznaczenie numerowe pinpoints),  w Kampinosie, 12 km od Mińska Mazowieckiego. Razem z nim skoczyli: kpt. Tadeusz Burdziński ps. Malina, plt. Stanisław Kazimierczak ps. Ksiądz, plt. Michał Parada ps. Mapa.
Po skoku awansowany na stopień majora, przydzielony do Dowództwa Wojsk Łączności Oddziału V Łączności Komendy Głównej AK jako kierownik Referatu III (wydawanie regulaminów, instrukcji itp.), następnie również (równolegle) jako kierownik Referatu II (wywiad techniczny, dywersja i sabotaż na liniach komunikacyjnych, łączność), a od listopada 1943 roku p.o. szefa sztabu wojsk łączności.
W Powstaniu Warszawskim w tzw. II rzucie Komendy Głównej AK, w dyspozycji mjr. Jerzego Uszyckiego ps. Ort, dowódcy Wojsk Łączności. Pod koniec sierpnia jako ochotnik uczestniczył w ataku na budynek centrali telefonicznej przy ul. Piusa XI 19 (tzw. mała PAST-a). Pod koniec powstania przydzielony jako szef Oddziału I Departamentu Łączności Ministerstwa Obrony Narodowej. Po upadku powstania, 2 października 1944 wyszedł z Warszawy z ludnością cywilną. Od października 1944 jako oficer Oddziału V KG AK, przydzielony do nadzoru nad łącznością podczas operacji zrzutowych oraz „Most”. Od grudnia 1944  wraz z mjr Antonim Klimasem ps. Perć w ochronie Wincentego Witosa, prezesa Stronnictwa Ludowego. 
Po rozwiązaniu Armii Krajowej nadal w konspiracji, od czerwca 1945 szef łączności  Delegatury Sił Zbrojnych na Kraj, następnie od 2 września 1945 Kierownik Łączności Technicznej w I Zarządzie WiN. Na sugestię płk Jana Rzepeckiego ujawnił się 20 listopada 1945 w Ministerstwie Bezpieczeństwa Publicznego w Warszawie. Od końca 1945 był rozpracowywany przez MBP, kilkakrotnie odrzucił propozycje współpracy z UB. W marcu 1946 wstąpił do PSL, w którym działał do września 1947. Od czerwca do września 1946 podjął pracę w Związku Zawodowym Muzyków, od października 1946 w Przedsiębiorstwie Państwowym Technicznej Obsługi Rolnictwa w Łodzi.
14 października 1950 w Warszawie aresztowany przez UB pod zarzutem szpiegostwa. 23 maja 1951 zwolniony z powodu braku dowodów winy. Inwigilowany i szykanowany nie mógł znaleźć pracy.  
Od 1 marca 1953 podjął pracę jako technik w Warszawskim Przedsiębiorstwie Robót Telekomunikacyjnych. Od 18 lipca 1957 do przejścia na emeryturę 31 grudnia 1971 pracował jako kierownik sekcji łączności w Wydziale Operacyjnym Komendy Głównej Straży Pożarnej. 
Został pochowany na Cmentarzu Wojskowym na Powązkach w Warszawie (kwatera A41-3-1).

## Awanse
- podporucznik – 15 sierpnia 1929
- porucznik – ze starszeństwem od 1 stycznia 1933
- kapitan – ze starszeństwem od 15 marca 1938
- major – 16 luty 1943
- podpułkownik

## Ordery i odznaczenia
- Krzyż Srebrny Orderu Virtuti Militari nr 12430[11]
- Złoty Krzyż Zasługi z Mieczami
- Krzyż Walecznych
- Krzyż Armii Krajowej
- Medal Wojska

## Życie rodzinne
Syn Andrzeja rolnika i Franciszki z domu Chmielewskiej. W 1937 zawarł związek małżeński z Heleną z domu Dobkowską (ur. 1907), urzędniczką. Mieli dwoje dzieci: Andrzeja (ur. 1935) dr i.nż w Ministerstwie Energetyki oraz Lucynę Małgorzatę (ur. 1939) mgr inż. w Ministerstwie Edukacji Narodowej, zamężną Czajkowską.